# Yunquea
Yunquea là một chi thực vật có hoa trong họ Cúc (Asteraceae).

## Loài
Chi Yunquea gồm các loài: